# Спирова, Наталья Григорьевна
Наталья Георгиевна Спирова (род. 8 октября 1979 года) — российская гандболистка, вратарь, мастер спорта международного класса, победитель Кубка ЕГФ 2006/07 в составе звенигородской «Звезды».

## Биография
Наталья получила высшее юридическое образование в Адыгейском государственном университете в 2010 году.
До гандбола занималась баскетболом.

## Карьера
- август 1994 — сентябрь 2001: «Кубань» (Краснодар):
  - 4-кратный серебряный призёр чемпионата России: 1996/1997, 1997/1998, 1998/1999, 1999/2000;
- сентябрь 2001 — июнь 2004: «Неа — Иония» (Афины):
  - серебряный призёр чемпионата Греции: 2003/2004;
- август 2004 — июнь 2006: «Лада» (Тольятти):
  - победитель чемпионата России: 2005/2006г;
- июнь 2006 — август 2007: «Звезда» (Звенигород):
  - победитель чемпионата России: 2006/2007;
  - обладатель кубка Европейской гандбольной Федерации: 2006/2007;
- август 2007 февраль 2009: «Рулментул- Урбан брашов» (Румыния, Брашов):
  - серебряный призёр чемпионата Румынии: сезон 2007/2008г;
  - финалист (2-е место) Кубка обладателей Кубков ЕГФ.

Неоднократно привлекалась в сборную России под руководством главного тренера Евгения Трефилова.
За победу в финале кубка ЕГФ в сезоне 2006/2007 годов представлена к званию мастер спорта международного класса.